# Cedrelinga cateniformis
Cedrelinga cateniformis là một loài thực vật có hoa trong họ Đậu. Loài này được (Ducke) Ducke miêu tả khoa học đầu tiên.